# アルファーンス・グリセル
アルファーンス・グリセル (Adolphe Grisel、1872年12月9日 - 1942年12月16日)はフランスの陸上競技・体操競技の選手で、1896年アテネオリンピックに出場した。
1895年からラシン・クラブ・ド・フランスに所属し、1896年には走幅跳で6.23メートルを記録、フランスの全国大会で優勝した。この他1893年、1895年、1898年に2位、1894年には3位を記録している。1895年には400メートルハードルでも2位となった。
1896年にギリシアのアテネで開催された夏季オリンピック競技大会では陸上競技4種目と体操競技1種目の計5種目に参加した。
1896年4月6日に開会式が行われた後、グリセルは陸上競技3種目に出場した。男子100m予選では5人の走者のうち4位に留まったため、決勝への進出は逃した。同日に行われた男子400m予選においても、グリセルは上位2人に入ることができなかったため、決勝に進出することはできなかった。グリセルは同日、男子円盤投にも出場した。グリセルの記録については記録が残っていないが、9人の選手のうち4位以内には入っていなかったことは確かである。
翌4月7日、グリセルはパナシナイコスタジアムに戻り、男子走幅跳に出場した。やはりグリセルの記録は公式には残っていないが、非公式の報告によれば、彼の記録は5.83メートルであり、第5位につけたという。
グリセルは2日間休んだのちに復帰し、今度は体操の男子平行棒に出場した。この種目においては金メダルを獲得したアルフレート・フラトーと銀メダルを獲得したルイス・ズッターだけがメダルを獲得し、グリセルを含む残りの16人の選手については公式には順位が付けられていない。グリセルには全ての種目を終えた後でもなお、グリセルと同じフランス出身の仲間であるアルバン・レムゾーが男子マラソンに出場した際に後ろを自転車で追いかけられるほどの時間と気力があった。